# تی‌وی‌آر کورپوریشن
تی‌وی‌آر کورپوریشن (انگلیسی: TVR Corporation) شرکت دولتی رسانه‌ای رومانیایی است، که در سال ۱۹۵۶ تأسیس شد.